# Papp Jenő (biológus)
Papp Jenő (Budapest, 1933. május 20. – Budapest, 2017. december 11.) magyar biológus, zoológus, entomológus, muzeológus, madarász. A biológiai tudományok kandidátusa (1976). A Magyar Tudományos Akadémia doktora (2002).

## Életpályája
1951-ben Budapesten, a II. Rákóczi Ferenc Gimnáziumban érettségizett. 1951–1956 között az Eötvös Loránd Tudományegyetem Természettudományi Kar hallgatója volt. 1955-től a Magyar Rovartani Társaság tagja, 1973–2017 között a társaság választmányi tagja volt. 1956-ban az Élet és Tudomány hetilap szerkesztőségének újságíró-gyakornoka volt. 1956–1969 között a veszprémi Bakony Múzeumban segédmuzeológus, muzeológus, majd tudományos főmunkatárs (1962–1969) volt. 1962-ben egyetemi doktori címet kapott. 1962–1969 között szervezte és vezette „A Bakony természeti képe” kutatási programot.
1969–1996 között a Magyar Természettudományi Múzeum tudományos főmunkatársa és főtanácsadója volt. 1971–1972 között a Rovartani Közlemények szerkesztője volt. 1973–1990 között az Annales historico-naturales Musei nationalis hungarici szerkesztője volt. 1990–1993 között az Acta Zoologica Hungarica szerkesztője volt. 1995-ben nyugdíjba vonult. 2002-ben a Magyar Tudományos Akadémia doktora lett.
Kutatási területe a rovartan, a gyilkosfürkészek rendszertana, állatföldrajza és alkalmazhatósága a biológiai védekezésben. Kb. 500 új gyilkosfürkészfajt írt le. 

## Családja
Szülei: Papp Ágoston/ Papp Gusztáv gyermekorvos és Marcsekényi Ibolya tanítónő voltak. 1959–1979 között Kolep Irma házastársa volt. Két gyermekük született: Zsófia (1962–) és Jenő (1964–). 1979-től Árpási Ágnes volt a felesége.

## Művei
- A Bakony-hegység állatföldrajzi viszonyai (1968)
- Braconidae: Opiinae (1981)
- Braconidae: Doryctinae és Rogadinae (1991)

## Díjai
- Fridvalszky Imre-emlékérem (bronz fokozata: 1965, ezüst fokozata: 1986, arany fokozata: 2004)
- Szocialista Kultúráért (1967, 1979, 1989)
- Szelényi Gusztáv-emlékérem (1996)
- Pro Studio et Fidei (2000)